# 愛に狂って
「愛に狂って」（原題： "Fooled Around and Fell in Love"）は、エルヴィン・ビショップの楽曲。
1975年のアルバム『ストラッティン (Struttin' My Stuff)』に収録された。ビショップ自身が書いた作品であるが、彼は自分の声はそぐわないと判断。当時バンドのコーラス・メンバーであったミッキー・トーマスに歌わせた。
翌1976年2月にシングルカットされ、同年5月22日から5月29日にかけて2週連続でビルボード・Hot 100の3位を記録した。またキャッシュボックスでも3位を記録。ビルボードの1976年の年間チャートで56位を記録し、ゴールドディスクに輝いた。
『ブギーナイツ』（1997年）、『幸せのポートレート』（2005年）、『ガーディアンズ・オブ・ギャラクシー』（2014年）などの映画で使用された。

## カバー・バージョン
- T・G・シェパード - 1985年のシングル。
- ヘンリー・リー・サマー - 1991年のアルバム『Way Past Midnight』に収録。
- ロッド・スチュワート - 2006年のアルバム『グレイト・ロック・クラシックス』に収録。
- Superfly - 2010年のアルバム『Wildflower & Cover Songs:Complete Best 'TRACK 3'』に収録。
- ジュース・ニュートン - 2010年のアルバム『Duets: Friends & Memories』に収録。ゲイリー・モリスと共に歌う。